# Championnats du monde de char à voile
Les championnats du monde de char à voile, compétition sportive mondiale de char à voile organisé par le pays hôte sous l'égide de la fédération internationale du char à voile, sont créés en 1975. Les premières éditions offrent l'occasion de dresser un classement européen, au titre des Championnats d'Europe de char à voile.

## Éditions

### Par année
| No | Édition | Ville                             | Pays             |
| -- | ------- | --------------------------------- | ---------------- |
| 16 | 2020    | Hakea Sanson                      | Nouvelle-Zélande |
| 15 | 2018    | Sankt Peter-Ording                | Allemagne        |
| 14 | 2014    | Smith Creek Playa                 | États-Unis       |
| 13 | 2012    | Cherrueix                         | France           |
| 12 | 2010    | La Panne                          | Belgique         |
| 11 | 2008    | Rada Tilly                        | Argentine        |
| 10 | 2006    | Le Touquet-Paris-Plage Gravelines | France           |
| 9  | 2004    | Sankt Peter-Ording Portbail       | Allemagne France |
| 8  | 2002    | Ivanpah Lake (en)                 | États-Unis       |
| 7  | 2000    | Terschelling                      | Pays-Bas         |
| 6  | 1998    | La Panne                          | Belgique         |
| 5  | 1993    | Sankt Peter-Ording                | Allemagne        |
| 4  | 1987    | Lytham St Annes                   | Royaume-Uni      |
| 3  | 1981    | Hardelot-Plage                    | France           |
| 2  | 1980    | Ostdunkerque                      | Belgique         |
| 1  | 1975    | Sankt Peter-Ording                | Allemagne        |

### Par pays
| Rang | Pays             | Nombre d'organisations | Année                    |
| ---- | ---------------- | ---------------------- | ------------------------ |
| 1    | Allemagne        | 4                      | 1975, 1993, 2004 et 2018 |
| 2    |                  | 4                      |                          |
| 2    | France           | 4                      | 1981, 2006, 2012 et 2024 |
| 4    | États-Unis       | 2                      | 2002 et 2014             |
| 5    | Argentine        | 1                      | 2008                     |
| 5    | Nouvelle-Zélande | 1                      | 2020                     |
| 5    | Pays-Bas         | 1                      | 2000                     |
| 5    | Royaume-Uni      | 1                      | 1987                     |

## Tableau des médailles par nation
Mis à jour après les championnats 2018.
| Rang | Nation           | Or | Argent | Bronze | Total |
| ---- | ---------------- | -- | ------ | ------ | ----- |
| 1    | France           | 61 | 47     | 42     | 150   |
| 2    | Belgique         | 10 | 17     | 12     | 49    |
| 3    | Allemagne        | 11 | 15     | 10     | 36    |
| 4    | États-Unis       | 8  | 8      | 7      | 23    |
| 5    | Royaume-Uni      | 5  | 5      | 6      | 16    |
| 6    | Pays-Bas         | 3  | 1      | 2      | 6     |
| 7    | Danemark         | 1  | 1      | 2      | 4     |
| 8    | Irlande          | 1  | -      | 2      | 3     |
| 9    | Nouvelle-Zélande | -  | 1      | -      | 1     |